# Resolução 128 do Conselho de Segurança das Nações Unidas
Resolução 128 do Conselho de Segurança das Nações Unidas, foi aprovada em 11 de junho de 1958, tendo ouvido o representante do Líbano sobre a interferência da República Árabe Unida nos assuntos internos do Líbano, o Conselho decidiu enviar um grupo de observação para o Líbano para garantir que não há infiltração ilegal de pessoal, fornecimento de armas ou outro material em toda a fronteira libanesa. O Conselho autorizou o Secretário-Geral que tome as medidas necessárias para esse efeito, e pediu ao grupo de observação mantê-los informados através do Secretário-Geral.
Foi aprovada com 10 votos, a União Soviética se absteve.